# Зуб, Рышард
Рышард Зуб (пол. Ryszard Zub, 24 марта 1934, Гологоры, Львовское воеводство, Польша — 11 января 2015, Падуя, Италия) — польский фехтовальщик на саблях и итальянский тренер, двукратный серебряный (1956, 1960) и бронзовый (1964) призёр летних Олимпийских игр.

## Спортивная карьера
Выступал за клубы «Пяст» (Гливице), «Баилдон» (Катовице) и «Легия» (Варшава). Его личным тренером был венгр Янош Кевей.
Трижды представлял сборную ПНР на летних Олимпийских играх: в Мельбурне (1956) и Риме (1960) стал серебряным призёром, а в Токио (1964) — бронзовым призёром в командных соревнованиях саблистов. Являлся четырехкратным чемпионом мира в командных соревнованиях и один раз выигрывал бронзовую медаль в той же дисциплине.
Окончил Варшавский университет. По окончании спортивной карьеры работал тренером в сборной Польши. В 1968 году уехал в Италию работать в клубе «Петрарка» (итал. Associazione Sportiva Petrarca Scherma), а с 1970 по 2000 год работал и с национальной сборной, став одним из тех, кто привел саблистов этой страны к победе на летних Олимпийских играх в Лос-Анджелесе (1984). В последние годы жизни работал с паралимпийцами.
В 2014 году был награждён Золотой пальмовой ветвью Национального олимпийского комитета Италии.